# Sakurako Uchida
Sakurako Uchida (9 aprile 2005) è una nuotatrice artistica giapponese.

## Palmarès
- Mondiali

Singapore 2025: argento nella gara a squadre (programma libero).
- Mondiali giovanili:

Quebec City 2022: oro nel duo tecnico, argento nella gara a squadre (programma tecnico) e nella gara a squadre (programma libero), bronzo nel solo tecnico.
Lima 2024: oro nella gara a squadre (programma tecnico) e nel libero combinato, argento nella gara a squadre (programma libero).

### Coppa del Mondo
- 3 podi:
  - 3 secondi posti (3 nella gara a squadre)